# Evelyn (pel·lícula)
|  | Per a altres significats, vegeu «Evelyn (pel·lícula del 2012)». |

Evelyn és una pel·lícula dramàtica irlandesa dirigida per Bruce Beresford, estrenada el 2002. Ha estat doblada al català. Està lleugerament basada en la història de Desmond Doyle o la seva lluita er recuoerar els seus fills.

## Argument
Irlanda, 1953. Desmond Doyle és un pare abandonat per la seva dona, que el deixa en una situació precària. L'estat irlandès purità li va retirar la custòdia dels seus tres fills petits, col·locats en una institució religiosa, afirmant que no era capaç de criar-los sol i desocupat. Amb l'ajuda de la seva amiga Bernadette i d'un advocat, Doyle decideix atacar la llei per recuperar els seus fills.

## Repartiment
- Pierce Brosnan: Desmond Doyle
- Aidan Quinn: Nick Barron
- Julianna Margulies: Bernadette Beattie
- Sophie Vavasseur: Evelyn Doyle
- Stephen Rea: Michael
- John Lynch: Wolfe
- Alan Bates: Tom Connolly
- Frank Kelly: Henry Doyle
- Bosco Hogan: Pare O'Malley
- Marian Quinn: Germana Thérésa
- Niall Beagan: Dermot
- Hugh MacDonagh: Maurice
- Mairead Devlin: Charlotte Doyle
- Clara Mullan: Mrs. Daisley
- Alvaro Lucchesi: Inspector Logan

## Crítica
- "Està correctament dirigida i, en general, tot llueix convenientment (...) només agradarà a interessats en causes judicials famoses que no facin fàstics a una descomunal ració d'embafadora melmelada sentimentalment disfressada de discurs humanista"[3]
- "Correctament explicada, amb un bon tempo dramàtic, capaç d'emocionar i fer plorar al cinema als quals els agrada fer-ho"[4]
- "Encara que el film és tou i embafador, la direcció de Beresford és ferma i ben greixada"[5]